# Molí d'en Fàbrega
El Molí d'en Fàbrega és un edifici del municipi de Sant Ferriol (Garrotxa) inclosa en l'Inventari del Patrimoni Arquitectònic de Catalunya.

## Descripció
Es tracta d'un antic molí de planta rectangular i teulat a dues aigües, amb les vessants vers les façanes principals. Està format per dos cossos enganxats que corresponen a dos moments constructius diferents. Va ser bastit amb pedra menuda del país, llevat dels carreus cantoners i els emprats per fer obertures. Part d'aquest parament va ésser posteriorment emblanquinat. Can Fàbrega disposa de planta baixa i dos pisos superiors. A la primera hi veiem les restes de l'antic molí i d'un trull d'oli, parts dels quals es poden veure encara "in situ"; hom hi accedia gràcies a dues grans portes amb llindes, on s'hi va gravar la data de construcció i el nom del propietari: "JAUME FABREGA, any 1734".
Els dos pisos superiors estan destinats a l'habitatge i s'hi accedeix directament des de l'exterior a través d'una escala de recent construcció. Llurs obertures estan repartides ordenadament per les façanes, alternant l'ús del balcó senzill amb petites finestres rectangulars.
Restes d'un trull d'oli i d'un molí de gra
Es troben a la façana de migdia del molí. Hi ha una mola grossa, de 108 cm de diàmetre, una pica petita, de 79 x 79 cm, una mitjana, de 80 x 50 cm i una de grossa, de 202 x 40 cm.
Llindes
- Porta d'accés al molí, de forma poligonal: ... ... ... TESg (dibuix d'una creu dins un cercle i línies entrecreuades) / IAUME FABREGA 1734.
- Porta dels baixos de la paret de migdia. Està parcialment amagada per un balcó i molt erosionada: IHS MARIA R ... ... A i el dibuix d'un cap de persona.
- Detall decoratiu d'un balcó, amb una flor dins una forma geomètrica.